# Kniestedt (Salzgitter)
Kniestedt ist ein ehemaliges Dorf auf dem Gebiet der Stadt Salzgitter, das 1938 in den heutigen Stadtteil Salzgitter-Bad eingemeindet wurde. Der 1209 erstmals urkundlich erwähnte Ort war bis zum 19. Jahrhundert Hauptsitz des gleichnamigen Adelsgeschlechtes.

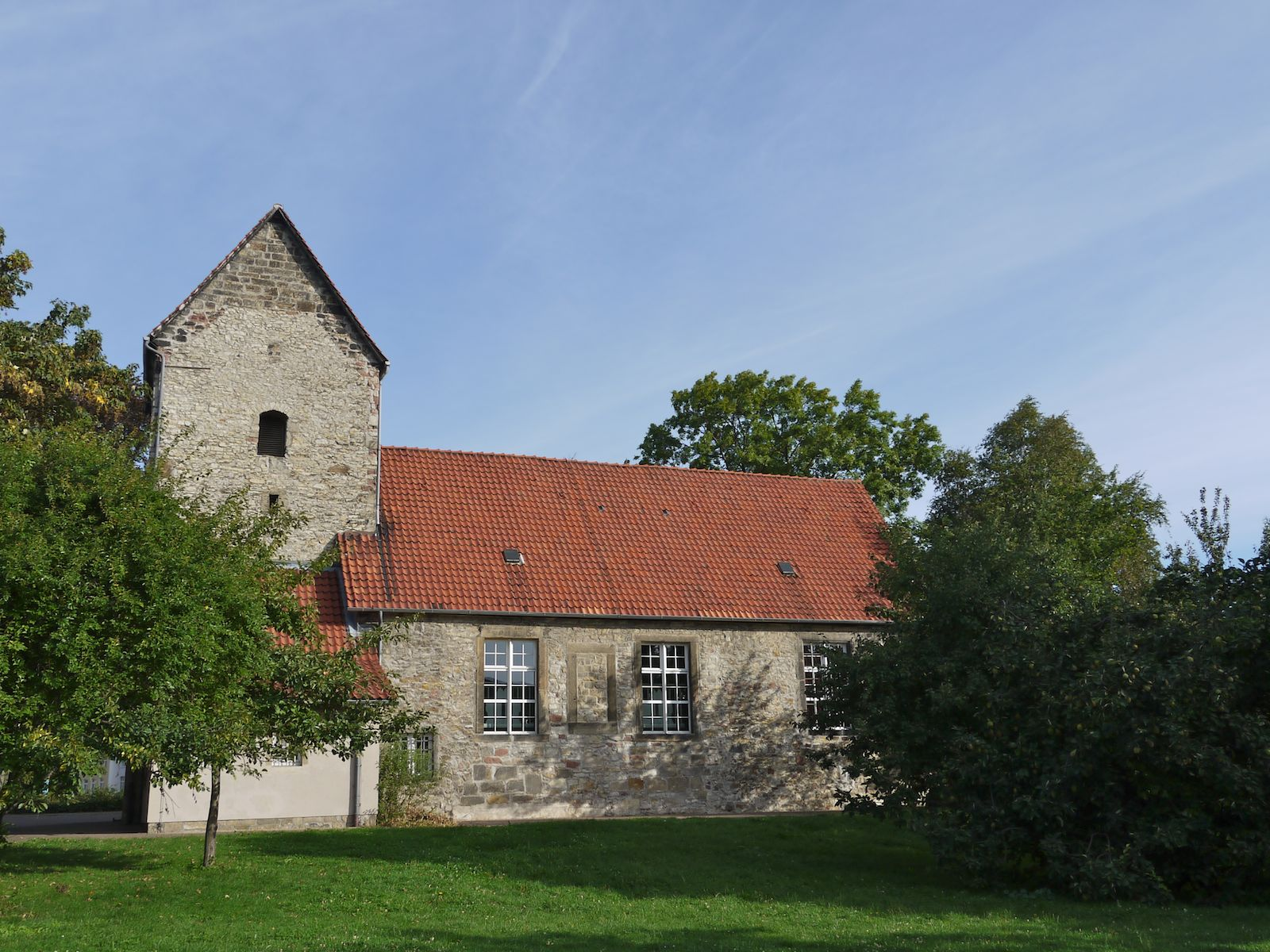
Kniestedter Kirche in Salzgitter-Bad

## Ortsname und Gründungszeit
Das Grundwort -stedt des Ortsnamens steht im germanischen Sprachraum für Stätte. Im Bereich Ostfalens wurde es in vielen Fällen zur Bildung von Ortsnamen verwendet. Einige Ortsgründungen dieses Namens werden in die vorfränkische Zeit datiert. Auch für Kniestedt wird eine erste Besiedlung in dieser Zeit angenommen, hierauf deuten auch Funde aus der römischen Kaiserzeit hin, die bei Ausgrabungen am Orte der frühesten Besiedlung Kniestedts gefunden wurden.
Das Basiswort des Ortsnamens leitet sich vom altsächsischen Wort knio ab, was so viel wie Winkel oder Biegung bedeutet. Dies kann sich zum einen auf die Lage des Ortes an einem Bach beziehen, der im Ortsbereich in vielen Windungen verläuft. Zum anderen kann damit auch auf die Lage an einem Wald, Kneien genannt, gemeint sein, der den Ort in einem großen Bogen nach Norden hin abschloss.
Die älteste bekannte schriftliche Erwähnung des Ortes ist jünger und datiert vom 6. Juni 1209. Es handelt sich dabei um eine Urkunde des damaligen Papstes Innozenz III., in der das nahegelegene Kloster Ringelheim unter seinen Schutz gestellt wird und diesem seine Besitztümer in 60 umliegenden Ortschaften bestätigt werden. Darunter werden auch fünf Hufen in Kinistide, so der damalige Name des Ortes, aufgeführt. Weitere frühe Schreibweisen für den Ortsnamen sind z. B. Cnistede (1221), 1271 wird in einer Urkunde ein Conradus de Knistede genannt und 1361 heißt es Knystede. 1548 erscheint zum ersten Male der heutige Name Kniestedt.

## Lage
Der Ursprung des Dorfes befand sich auf einem eingefriedeten Platz zwischen der heutigen Kriemhildstraße, Heinrich-Ahrens-Straße und der Heerklinke von Salzgitter-Bad. An dieser Stelle standen auch das Stammhaus der Familie von Kniestedt, der spätere „Oberhof“, und der „Mittelhof“. Ende des 15. Jahrhunderts wurde der erste „Unterhof“ errichtet, der in Höhe der Kreuzung der heutigen Breslauer- und Braunschweiger Straße lag. Der ab 1530 erbaute zweite „Unterhof“ lag östlich davon auf einem bis dahin freien Gelände neben der Kirche des Dorfes.
Die Gemarkung des Ortes reichte im Süden bis an die Warne, südlich davon gehören noch Teile des Vogelwinkels (heute Schützenplatz von Salzgitter-Bad) und des Windmühlenberges dazu. Im Westen reichte das Gebiet bis zum Galberg (ehemaliger Schacht Galberg) und zur Finkelkuhle (alter Name für den Tagebau der Grube Finkenkuhle), im Norden bis an das Waldgebiet, das die Grenze zwischen Kniestedt und Engerode bildete. Im Osten reichte die Gemarkung bis zum Fuchsbach, der in Höhe der Siedlung Voßpaß in die Warne mündet.

## Geschichte
Kniestedt gehörte im Mittelalter dem Salzgau an, das wiederum zum 815 durch Ludwig den Frommen gegründeten Bistum Hildesheim gehörte. Nach Neuordnung des Fürstentums Hildesheim (so die Bezeichnung des weltlichen Besitzes des Bistums) gehörte Kniestedt ab 1330 zum Amt Liebenburg. Nach Ende der Hildesheimer Stiftsfehde fiel der Ort 1523 an das Herzogtum Braunschweig-Lüneburg. 1643 erhielt Hildesheim den größten Teil des früheren Großen Stifts zurück, dazu gehörte auch Kniestedt. Nach der Eingliederung des Bistums Hildesheim durch Preußen am 3. August 1802 fiel das Hochstift Hildesheim – und mit ihm Kniestedt – an das Königreich Preußen. In der Zeit der Napoleonischen Herrschaft von 1807 bis 1813 gehörte Kniestedt als Commune im Canton Salzgitter im Distrikt Goslar im Departement der Oker zum Königreich Westphalen; den Bürgermeister (Maire) des Cantons stellte die Familie von Kniestedt. Ab 1815 gehörte Kniestedt wieder zum Königreich Hannover. Dieses wurde 1866 vom Königreich Preußen annektiert. Nach der Neugliederung der preußischen Landordnung vom 6. März 1884 wurde 1885 aus der Stadt Goslar und den Amtsbezirken Liebenburg und Wöltingerode der Landkreis Goslar gebildet, dem Kniestedt von nun an angehörte.
Kniestedt erhielt mit der Bahnlinie Börßum–Salzgitter–Kreiensen 1856 einen Bahnanschluss. Im selben Jahr wurde der Bahnhof in Kniestedt eingeweiht. Heute ist dies der Bahnhof von Salzgitter-Bad. Am 12. August 1900 wurde am Hamberg der noch auf Kniestedter Gebiet liegende Bismarckturm eingeweiht.
Für den Ausbau des Erzbergbaus und den Aufbau der Reichswerke Hermann Göring wurden ab 1937 große Flächen als Bau- und Siedlungsland benötigt. Die betroffenen Eigentümer mussten ihr Eigentum abtreten und wurden mit Ersatzland abgefunden. Auch das Gut Kniestedt wurde mit allen Ländereien in das Eigentum der Reichswerke überführt; die Familie des Grafen zu Münster siedelte nach Hessen um.
Zur Bereitstellung von Wohnraum wurde bereits 1937 für die Bergarbeiter der Grube Finkenkuhle im Westen Kniestedts das Lager 1 errichtet und im Norden für die Arbeiter der Grube Hannoversche Treue das Lager 2. Anfang 1938 wurde dann mit dem Bau von Wohnsiedlungen begonnen. Auf den ehemals landwirtschaftlich genutzten Flächen Kniestedts nördlich und westlich des alten Dorfes entstanden die Ost- und die Westsiedlung, die Bismarcksiedlung, die Beamtensiedlung, die Waldsiedlung und die Talsiedlung. Bis zum September 1941 wurden hier 2286 Wohneinheiten erstellt, bis zum Kriegsende waren etwa 3600 fertiggestellt. Hauptsächlich wurden doppelgeschossige Einzel- und Reihenhäuser gebaut, die Wohnungen waren 60–80 m² groß, verfügten auf zwei Etagen über fünf Zimmer und Toilette, dazu gehörte ein kleiner Garten.
Als weitere Folge der Industrialisierung der Region wurde Kniestedt zum 1. April 1938 in die Gemeinde Salzgitter(-Bad) integriert. Zum 1. April 1942 wurde dann die Stadt Watenstedt-Salzgitter gegründet, die 1951 in Salzgitter umbenannt wurde.
Die Stadt Salzgitter erwarb 1973 das Gutsgelände von der damaligen Salzgitter AG, der Rechtsnachfolgerin der Reichswerke. Als 1976 in Salzgitter-Bad die Braunschweiger Straße neu ausgebaut wurde, mussten einige Gebäude des ehemaligen Gutes abgerissen werden. Erhalten sind hier noch das Herrenhaus von 1698, der Schafstall und die ehemalige St.-Nikolai-Kirche (Kniestedter Kirche). Das 1533 erbaute Gutshaus wurde in den Jahren 1975/76 in den Rosengarten umgesetzt. Der ehemalige Schafstall ist bisher (2012) nur notdürftig instand gesetzt worden, über eine Nutzung ist nicht entschieden.

### Adelsgeschlecht der Herren von Kniestedt

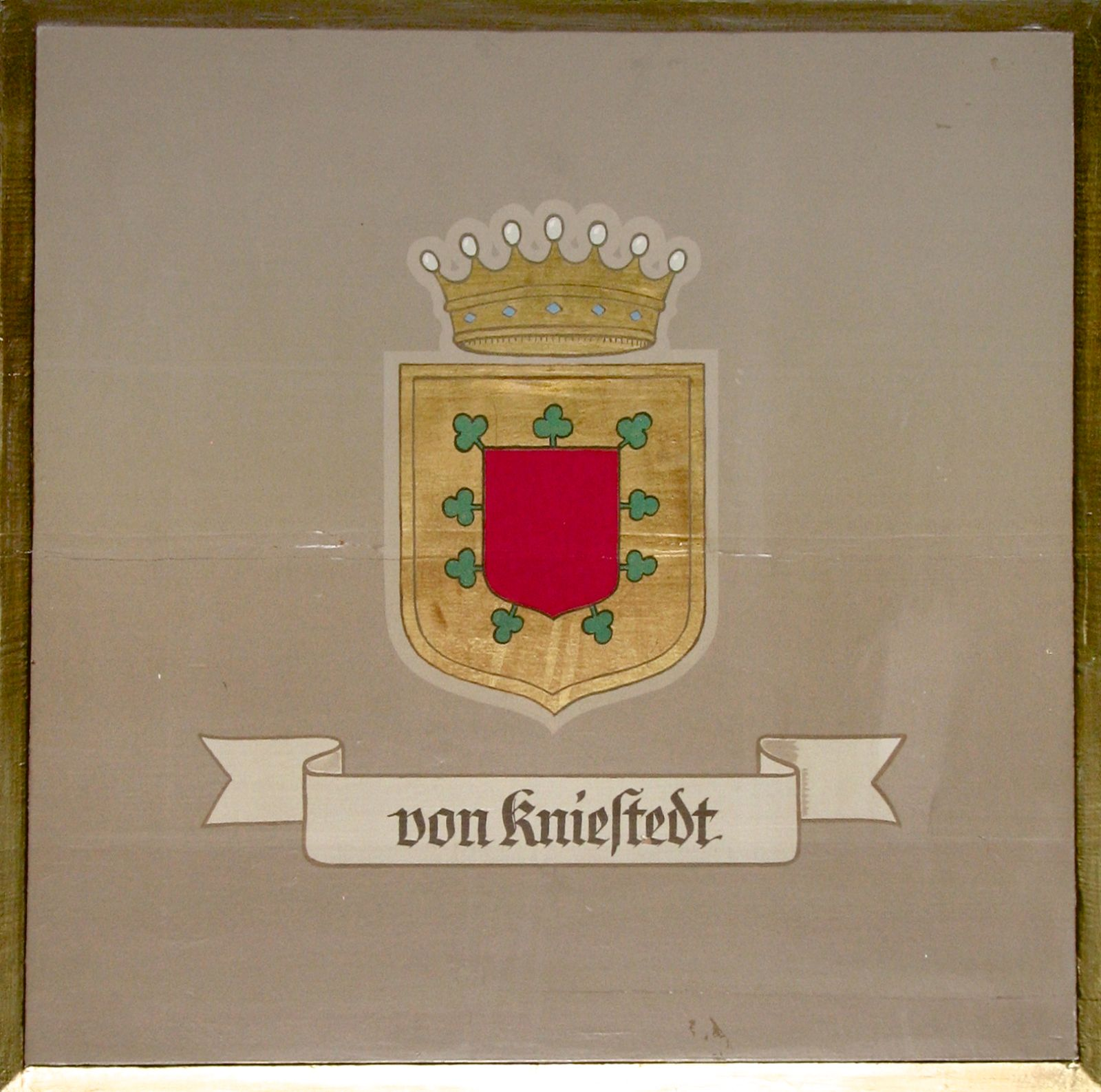
Wappen der Familie von Kniestedt in der Kniestedter Kirche

Die Herren von Kniestedt besaßen im Dorf einzelne Ländereien und Anteile an den Waldungen. Als Lehen gehörten ihnen auch die zwischen Kniestedt und Engerode gelegenen Ortschaften Groß und Klein Holthausen, die später wüst gefallen sind. Außerdem hatten sie Grundbesitz in vielen umliegenden Ortschaften, so z. B. in Vöppstedt, Gitter, Mahner, Engerode und Beinum. Weitere Grundherren in Kniestedt waren u. a. das Hochstift Hildesheim, das Stift Gandersheim, die Grafen von Wohldenberg, die Herren von Schwicheldt und die Herren von Wallmoden.
Ende des 15. Jahrhunderts teilten die Söhne des 1491 verstorbenen Heinrich von Kniestedt das Gut auf: Hans von Kniestedt, der Stifter der späteren württembergischen Linie, behielt den Oberhof, während Arndt von Kniestedt, der Stifter der braunschweigischen oder Burgdorfer Linie, an der heutigen Breslauer Straße einen neuen Hof erbaute, den „Unterhof“. Dieser erwies sich jedoch schon bald als zu klein und so wurde zwischen 1530 und 1570 neben der Kirche des Dorfes ein neuer Unterhof erbaut, von dem einige Gebäude noch heute erhalten sind. Dazu zählt auch das 1698 erbaute steinerne Herrenhaus.
Die Familie von Kniestedt baute 1709 gegenüber der Kirche St. Mariae-Jacobi (heute Salzgitter-Bad) ein neues steinernes Witwenhaus. Dieser Witwensitz wurde aber von der Familie schon bald verkauft. Ab 1855 diente es der katholischen Kirche als Betsaal (Kapelle) und Pfarrhaus. Diese Nutzung endete 1889, als die neu erbaute St.-Marien-Kirche eingeweiht wurde.
Ebenfalls 1709 teilten die beiden Erben des Oberhofes, die Brüder Levin und Friedrich Hermann von Kniestedt, den Hof samt den Besitztümern unter sich auf. Levin behielt den Oberhof und Friedrich Hermann baute sich in unmittelbarer Nähe den Mittelhof. 1721 verkaufte Levins Nachfolger den Oberhof an Julius von Kniestedt, der zu dieser Zeit schon den Unterhof besaß. Letzter Besitzer des Mittelhofs war der General Christian Wilhelm von Kniestedt. Nach dessen Tod 1809 fiel sein Besitz zurück an den Unterhof, der damit alleiniger Besitzer des Kniestedter Lehens war.
Als am 30. November 1853 die Witwe des Friedrich Julius von Kniestedt (1765–1825) starb, erlosch die braunschweigische Linie der Familie Kniestedt. Das Gut fiel nun in Rechtsnachfolge des Bischofs von Hildesheim an den Landesherren, den König von Hannover, zurück. Dieser übertrug das Gut dem Grafen Georg Herbert zu Münster (1820–1902), dem auch das Schloss Derneburg gehörte. Das Gut blieb bis 1938 im Besitz der Familie von Münster.

### Wappen der Familie Kniestedt
Das Wappen enthält ein goldenes Feld. In der Mitte befindet sich ein kleiner roter Schild, an dessen Rand neun grüne Kleeblätter umher sitzen.

## Kniestedter Kirche
Die Kniestedter Kirche (Lagekarte) steht am Südrand des Dorfes Kniestedt auf dem gleichen Gelände, auf dem ab 1530 auch der „Unterhof“ angelegt wurde. Die „St.-Nikolai-Kirche“, so der eigentliche Name der Kirche, wurde 1455 erstmals in einer Verkaufsurkunde über ein Waldstück erwähnt. Mutterkirche war ursprünglich die Georgskirche in Gitter, später die St.-Mariae-Jakobi-Kirche in der nahen Salzstadt. Ende des 16. Jahrhunderts verlor Kniestedt die eigene Pfarrstelle und wurde durch eine zweite Pfarrstelle von Salzgitter(-Bad) aus betreut.
Die Zahl der Gemeindemitglieder war zwischen 1938 und dem Anfang der 1950er Jahre durch den Zuzug zahlreicher Arbeitskräfte für den Erzbergbau und die Reichswerke von 580 auf fast 8000 gestiegen. 1954 wurde daher nördlich des Dorfes Kniestedt ein neues Gemeindezentrum (heute Noah-Kirchengemeinde) gebaut und 1966 wurde dort die Martin-Luther-Kirche eingeweiht. Die Kirche im alten Kniestedt wurde ab April 1972 nicht mehr genutzt und ging im folgenden Jahr in den Besitz der Stadt Salzgitter über. Seit 1985 wird das Gebäude für Kleinkunstveranstaltungen genutzt.

## Kniestedter Gutshaus

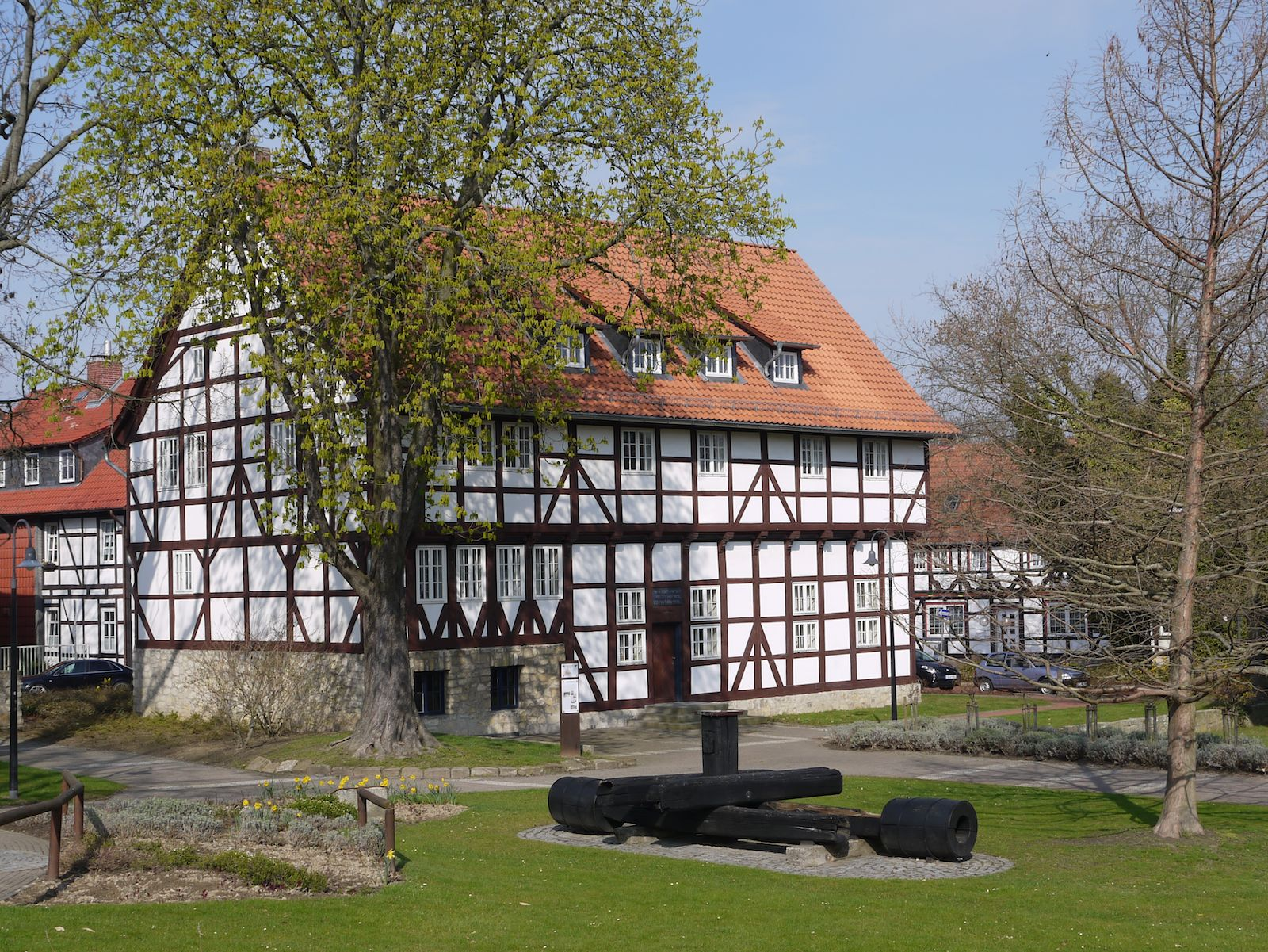
Kniestedter Gutshaus im Rosengarten, vorn das Fördergestänge des alten Salzbrunnens

Das Gutshaus der Familie von Kniestedt wurde 1533 auf dem Gelände des neuen „Unterhofes“ am Südrand des Dorfes erbaut. Das zweigeschossige Fachwerkhaus ist vermutlich das älteste heute noch erhaltene Fachwerkhaus der Stadt Salzgitter.
Ende des 17. Jahrhunderts war das Gutshaus bereits zu klein für die Belange der Familie von Kniestedt geworden und so erbaute Julius von Kniestedt 1698 auf dem Gelände des Unterhofes ein neues steinernes Herrenhaus, das heute noch vollständig erhalten ist. Das alte Gutshaus diente danach den Angestellten der Familie als Wohnhaus.
Nach Erwerb durch die Stadt Salzgitter beschloss der Rat der Stadt Salzgitter 1975, das Gutshaus, das einem Kreuzungsbau im Wege stand, in den Kurpark (den heutigen Rosengarten) (Lagekarte) hinter dem Rathaus von Salzgitter-Bad umzusetzen. Da der neue Standort sich im Bereich des ehemaligen Salzsumpfes zwischen Gitter und Vöppstedt befand, lag der tragfähige Boden in einer Tiefe von 4 bis 5 Metern, so dass zuvor eine aufwändige Gründung erforderlich war. 1976 war die Umsetzung des Gutshofes abgeschlossen.
Im Erdgeschoss des Gutshofes wurde eine Begegnungsstätte für Senioren eingerichtet. Das Obergeschoss mit mehreren Übungs-, Lehrer- und Besprechungsräumen wurde durch das Musikschulwerk der Stadt bezogen. Nachdem die 1991 begonnene Renovierung des Kniestedter Herrenhauses abgeschlossen war, zog 1994 die Begegnungsstätte dorthin um. Das Erdgeschoss des Gutshauses wurde umgebaut und 1996 wurde hier als Außenstelle des städtischen Standesamtes ein im Biedermeierstil eingerichtetes Trauzimmer eröffnet.

## Kniestedter Herrenhaus

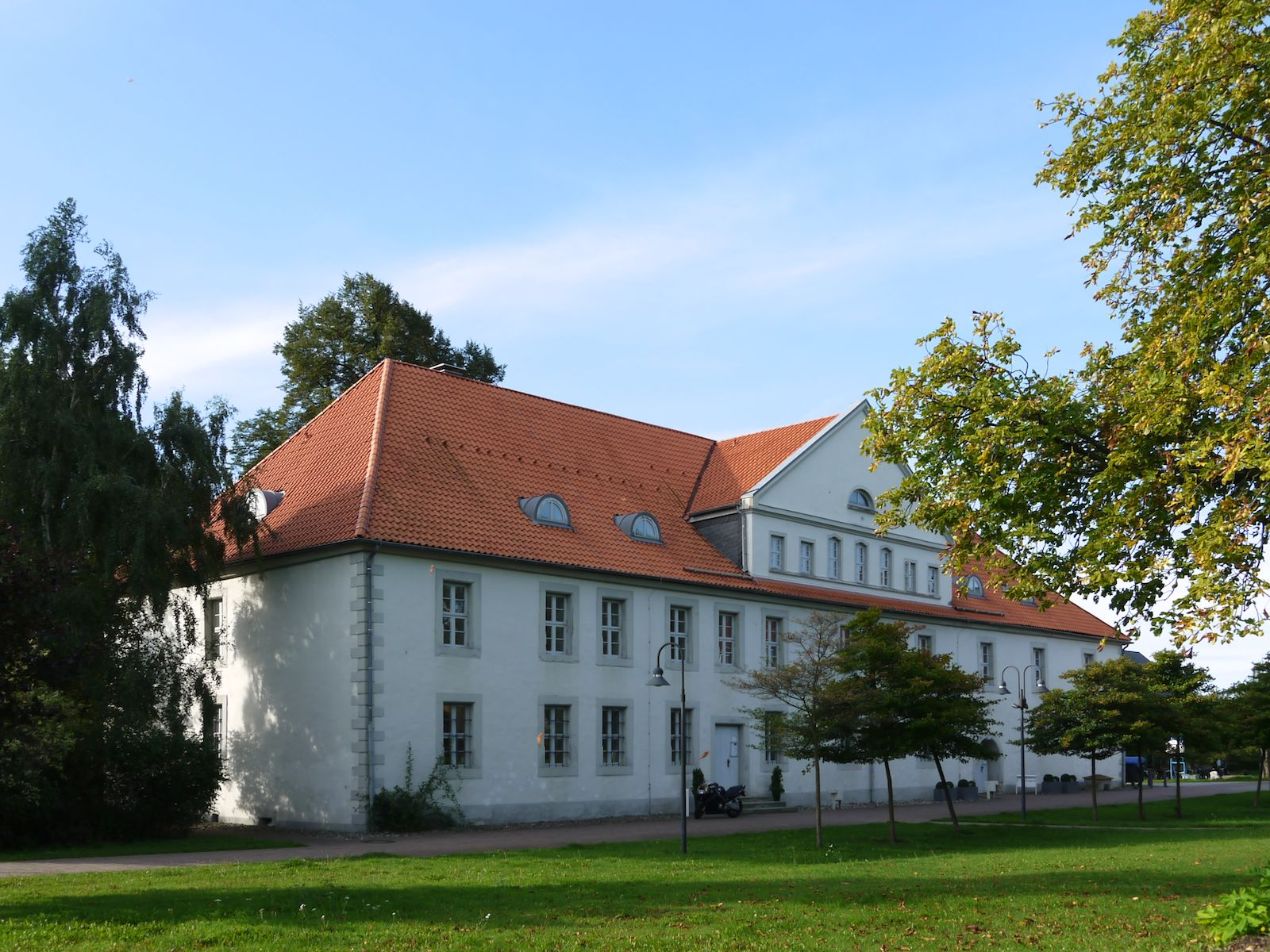
Kniestedter Herrenhaus

Das Kniestedter Herrenhaus (Lagekarte) war 1698 auf dem Gelände des „Unterhofes“ als Ersatz für das zu klein gewordene Gutshaus errichtet worden. Es handelt sich um einen zweigeschossigen steinernen Bau, der bis heute weitgehend in seiner ursprünglichen Form erhalten ist.
Das Gebäude wurde 1790 umfangreich saniert. Es wurden neue Gewölbe eingezogen, die Haupttreppen wurden erneuert und im Stallbereich wurde eine Holzbalkendecke eingezogen. Veränderungen am Äußeren des Gebäudes betrafen die Abwalmung des Daches und die Vergrößerung einiger Ochsenaugenfenster im Stallbereich.
Nach 1945 wurde das Herrenhaus eine Zeitlang als Wohnraum für Flüchtlinge und Arme genutzt und stand danach lange Zeit leer. Ab 1991 wurde das Herrenhaus vollständig im Stil des 18. Jahrhunderts renoviert. Dazu mussten aufwändige Arbeiten zur Sicherung der Fundamente durchgeführt werden, da das Haus im sumpfigen Gelände der nahen Warne liegt und es an verschiedenen Stellen bereits Schäden an den Decken gegeben hatte. Das Fundament wurde stabilisiert und die Deckengewölbe durch zusätzliche Betondecken verstärkt. Nach Abschluss der Renovierungsarbeiten wurde das Gebäude am 18. Februar 1994 eingeweiht. Das Herrenhaus beherbergt seitdem eine Zweigstelle der Volkshochschule Salzgitter sowie eine Begegnungsstätte für Senioren, die bis dahin im Kniestedter Gutshaus untergebracht war.

## Mühle von Kniestedt
Eine erste Erwähnung einer Windmühle im Ort findet man 1572 in einem Visitationsbericht der Kirche zu Kniestedt, in dieser Urkunde wird ein Hans der Windmüller erwähnt. Die Mühle stand auf dem Eikel. Im folgenden Jahr überließ Diedrich von Kniestedt diese Windmühle dem Herzog von Braunschweig-Wolfenbüttel und erhielt im Gegenzug den Zehnten für weitere Ländereien in Kniestedt. Aus der nachfolgenden Zeit gibt es lange keine Berichte über eine Mühle in Kniestedt. Das letzte Mühlengebäude auf dem Eikel, eine Bockwindmühle, wurde Anfang des 19. Jahrhunderts errichtet. Ein Balken im Obergeschoss der Mühle trug die Inschrift „An Gottes Segen ist mir alles gelegen. Georg Schreyhahn 1811.“ Der letzte Müller war Carl Remnitz, der die Mühle von 1894 bis 1898 führte.
Die Mühle wurde am 17. Oktober 1898 zwangsversteigert und von dem Müller August Bötel, der auch Besitzer der „Roten Mühle“ in Groß Mahner war, erworben. Nach dem Kauf ließ dieser die Mühle am Eikel stilllegen, um eine Konkurrenz zu seiner Mahnerschen Wassermühle auszuschalten. Das Mühlengebäude wurde 1939 abgerissen, um Platz für neue Wohnsiedlungen zu schaffen.

## Einwohnerentwicklung
Von 1769 ist eine Aufstellung erhalten, nach der zum Dorf Kniestedt Ländereien von 1011½ Morgen Land und 126¾ Morgen Wiese gehörten. Davon besaß das Haus Kniestedt 500 Morgen Land und 71 Morgen Wiese.
In der „Liste der Seelenzahl und Wohngebäude Kniestedt“ vom 16. Juni 1845 wurden für die Ortschaft Kniestedt 397 Einwohner aufgezählt, die in 45 Wohngebäuden lebten. Zum Unterhof des Gutes Kniestedt zählten weitere 141 Bewohner in 10 Gebäuden, auf dem Mittelhof wohnten 55 Bewohner in 4 Gebäuden und zum Oberhof zählten 24 Bewohner in 2 Gebäuden. Insgesamt hat der Ort im Jahr 1845 also 617 Einwohner in 61 Gebäuden.
Laut Personenstandsaufnahme vom 10. Oktober 1936 lebten im Kniestedt 580 Personen in 171 Haushaltungen, davon waren 214 Personen aus 61 Haushalten in der Landwirtschaft tätig, die Fläche betrug damals 841 ha und 60 a. Landwirtschaftliche Betriebe waren das Rittergut, neun Bauernhöfe und sieben kleinere Hofstellen.

## Bekannte Personen mit Bezug zu Kniestedt
- Friedrich Julius von Kniestedt (1765–1825), Jurist und Gutsbesitzer
- Georg Herbert Graf zu Münster von Derneburg (1820–1902), Diplomat, preußischer Fürst, Erblandmarschall im Königreich Hannover, Mitglied des Staatsrates und Gesandter am kaiserlich russischen Hof[6]
- Wilhelm Keck (1841–1900), Ingenieur und Hochschullehrer
- Alexander Otto Hugo Wladimir Fürst zu Münster von Derneburg (1858–1922), preußischer Major
- Wladimir Ernst Graf zu Münster von Derneburg (1886–1954), Oberstleutnant, Landwirt
- Franz Oswald Wladimir Graf zu Münster Freiherr von Grothaus (1917–2003), Fotograf[7]